# Península de Krylov
La Península de Krylov es una zona de terreno recubierta de hielo situada al oeste de la Bahía de Lauritzen, en la Tierra de Oates de la Antártida. Fue reconocida fotográficamente durante la Operación Highjump de la Armada de los Estados Unidos (1946-1947), la Expedición Antártica Soviética (1957-1958), y por las Expediciones de Investigación Antártica Nacionales de Australia (1959). Recibió este nombre de la expedición soviética en memoria del matemático, ingeniero naval y académico soviético Alexei Krylov.